# D-Block & S-te-Fan
D-Block & S-Te-Fan (Diederik Bakker i Stefan den Daas) són dos DJs i productors neerlandesos de hardstyle i electro house. L'any 2012 ocuparen el lloc #73 a DJmag.

## Biografia
Es van conèixer el 2004, Bakker i den Daas i van llançar el seu primer el seu primer senzill com a D-Block & S-te-Fan el 2005. D-Block & S-te-Fan va publicar diverses cançons en diversos segells discogràfics abans de signar per a Scantraxx i llançant el seu propi subsegell, Scantraxx Evolutionz, en què publicarien les seves cançons fins al 2014. Sobre la seva carrera, D-Block & S-te-Fan han actuat en alguns del més grans festivals de hardstyle & dance a tot el món incloent, Thrillogy, Qlimax, Mysteryland, Decibel i el 2011 van dirigir el seu propi X-Qlusive. Bakker va créixer amb el seu pare produint música electrònica, cosa que li va permetre aprendre habilitats musicals molt aviat en la seva infantesa. La inspiració de Daas' prové del Happy Hardcore. També van fer un remix de la cançó "Blame it" de Headhunterz & Wildstylez el qual va estar presentat a l'àlbum Studio Sessions de Headhunterz' el 2010. El 2010 D-Block & S-te-Fan van aconseguir assolir el número e #73 al DJ Mag. Més tard el 2011 D-Block & S-te-Fan va pujar 33 llocs en el rànquing, col·locant-se al número #40 al DJ Mag.Un any més tard el 2012 D-Block & S-te-Fan va caure 24 llocs al rànquing i relegant-se al lloc #64 al DJ Mag. Més recentment el 2013 D-Block & S-te-Fan va caure 8 llocs més en el rànquing i fins al número #72. El 2015 D-Block & S-te-Fan s'havia fet un nom al House batejant-se amb les sigles DBSTF amb què van llançar tres senzills. Blasterjaxx va col·laborar amb ells per publicar la pista Beautiful World el 5 de gener de 2015, amb la vocalista de britànica Ryder al segell discogràfic de Hardwell Revealed Recordings . Van llançar una altra cançó amb Doorn, anomenada Do Your Thing, el 6 d'abril de 2015. Van publicar una altra nova pista sota el segell Mainstage Music amb el duet de Progressive House, Sick Individuals titulat Waiting for You el 3 d'agost del 2015. El 2016, va fer col·laboracions amb Jeffrey Sutorius (anteriorment conegut com Dash Berlin), el 2019 va fer una col·laboració amb el duet holandès Blasterjaxx. Actualmente segueixen en actiu.

## Llançaments[calcitació]
| Any  | Títol |
| ---- | --- |
| 2005 | Fresh New Beat - Llançament: 23/11 - Segell: Danamite - Format: 12″                                                                                |
| 2006 | Dana Album Sampler - Llançament: març - Segell: Danamite - Format: 12″                                                                             |
| 2006 | Keep It Coming / Our Way - Llançament: 13/11 - Segell: Next Chapter - Format: 12″                                                                  |
| 2007 | Guilty - Llançament: 23/05 - Segell: Next Chapter - Format: 12″                                                                                    |
| 2008 | Evolutionz / Part Of The Hard - Llançament: 15/04 - Segell: Scantraxx Evolutionz - Format: 12″                                                     |
| 2008 | Ride With Uz / Stronger - Llançament: 4/6 - Segell: Scantraxx Evolutionz - Format: 12″                                                             |
| 2008 | Kingdom / Total Eclipz - Llançament: 1/7 - Segell: Scantraxx Evolutionz - Format: 12″                                                              |
| 2009 | Creation Of Life - Featuring DJ Coone - Llançament: 21/01 - Segell: Zoo Records - Format: 12″                                                      |
| 2009 | Music Made Addict / Shallow Planet - Llançament: 30/03 - Segell: Scantraxx Evolutionz - Format: 12″                                                |
| 2009 | Rock Diz / In Other Wordz - Featuring Deepack - Llançament: 04/09 - Segell: Scantraxx Evolutionz - Format: 12″                                     |
| 2009 | Music Made Addictz - Llançament: 25/09 - Segell: Cloud 9 Dance - Format: CD                                                                        |
| 2009 | Music Made Addictz - Àlbum Sampler 001 - Llançament: 05/10 - Segell: Scantraxx Evolutionz - Format: 12″                                            |
| 2009 | Music Made Addictz - Àlbum Sampler 002 - Llançament: 26/10 - Segell: Scantraxx Evolutionz - Format: 12"                                            |
| 2009 | The Nature Of Our Mind (Qlimax Anthem 2009) - Llançament: 10/11 - Segell: Q-dance - Format: 12″                                                    |
| 2009 | Music Made Addictz - Àlbum Sampler 003 - Llançament: 16/11 - Segell: Scantraxx Evolutionz - Format: 12″                                            |
| 2009 | Qlimax - The Nature Of Our Mind - Mix CD by D-Block & S-te-Fan - Llançament: 27/11 - Segell: Dance Tunes BV - Format: CD                           |
| 2009 | Music Made Addictz - Àlbum Sampler 004 - Llançament: 14/12 - Segell: Scantraxx Evolutionz - Format: 12″                                            |
| 2010 | Together / Alone - Llançament: 05/04 - Segell: Scantraxx Evolutionz - Format: 12″ - nota: Últim llançament en vinil amb Scantraxx Evolutionz       |
| 2010 | A Decade of Dedication - Llançament: 17/08 - Segell: Q-dance - Format: Digital & 12″                                                               |
| 2010 | Anger / Revelation - Llançament: 03/09 - Segell: Scantraxx Evolutionz - Format: Digital                                                            |
| 2011 | RMX EP. Part 1 - Llançament: 24/01 - Segell: Scantraxx Evolutionz - Format: Digital                                                                |
| 2011 | Rockin' Ur Mind (Àlbum) - Llançament: 29/01 - Segell: Scantraxx - Format: Digital, CD                                                              |
| 2011 | Loopmachine - Llançament: 01/03 - Segell: Scantraxx Evolutionz - Format: Digital                                                                   |
| 2011 | Speed Of Sound (As Isaac vs. D-Block & S-te-Fan) - Llançament: 01/03 - Segell: X-Rate Records - Format: Digital                                    |
| 2011 | Rockin' Ur Mind - Llançament: 02/03 - Segell: Scantraxx Evolutionz - Format: Digital                                                               |
| 2011 | RMX EP. Part 2 - Llançament: 29/04 - Segell: Scantraxx Evolutionz - Format: Digital                                                                |
| 2011 | Madhouse - Llançament: 16/05 - Segell: Scantraxx Evolutionz - Format: Digital - nota: amb Zatox                                                    |
| 2011 | The Magical Mystery - Llançament: 06/06 - Segell: Scantraxx Evolutionz - Format: Digital - nota: Official Intents Festival Anthem 2011             |
| 2011 | Underground Tacticz - Llançament: 20/06 - Segell: Scantraxx Evolutionz - Format: Digital                                                           |
| 2011 | In The Air - Llançament: 29/08 - Segell: X-Rate Records - Format: Digital - nota: amb Isaac                                                        |
| 2011 | Show Me The Way - Llançament: 20/09 - Segell: Scantraxx Evolutionz - Format: Digital                                                               |
| 2011 | Alone (2011 Refixx) - Llançament: 07/11 - Segell: Scantraxx Evolutionz - Format: Digital                                                           |
| 2011 | The Dream Goes On - Llançament: 10/11 - Segell: Hardcopy Records - Format: Digital - nota: amb Deepack                                             |
| 2012 | Take Me There / Our Music - Llançament: 13/04 - Segell: Scantraxx Evolutionz - Format: Digital                                                     |
| 2012 | Young Ones (D-Block & S-et-Fan Remix) - Release: 31/08 - Segell: Scantraxx Evolutionz - Format: Digital                                            |
| 2012 | Rebel - Llançament: 29/10 - Segell: Scantraxx Evolutionz - Format: Digital                                                                         |
| 2013 | Twisted Mind Fantasy - Llançament: 11/01 - Segell: Scantraxx Evolutionz - Format: Digital                                                          |
| 2013 | X Gonna Give It To Ya - Llançament: 15/02 - Segell: Scantraxx Evolutionz - Format: Digital - nota: featuring. MC Villain                           |
| 2013 | Save Our Dreams - Llançament: 13/04 - Segell: Fusion Records - Format: Digital - nota: featuring. The Pitcher & DV8 Rocks!                         |
| 2013 | From The Hard I.P. - Llançament: 24/06 - Segell: Scantraxx Evolutionz - Format: Digital                                                            |
| 2014 | Alive - Llançament: 01/02 - Segell: Scantraxx Evolutionz - Format: Digital - nota: amb Isaac featuring. Chris Madin                                |
| 2015 | Beautiful World - Llançament: 05/01 (com a DBSTF) - Segell: Revealed Recordings - Format: Digital - nota: amb Blasterjaxx featuring. Ryder         |
| 2015 | Do Your Thing - Llançament: 06/04 (com a DBSTF) - Segell: Doorn Records - Format: Digital                                                          |
| 2015 | Waiting For You - Llançament: 07/08 (com a DBSTF) - Segell: Mainstage Music - Format: Digital - nota: amb Sick Individuals                         |
| 2015 | Higher / Drop It Down - Llançament: 02/11 - Segell: Scantraxx Evolutionz - Format: Digital                                                         |
| 2016 | Parnàssia - Llançament: 18/01 (com a DBSTF) - Segell: Maxximize Records - Format: Digital - nota: amb Blasterjaxx                                  |
| 2016 | Into The Light - Llançament: 07/03 (com a DBSTF) - Segell: Revealed Recordings - Format: Digital - nota: amb Sick Individuals                      |
| 2016 | AFREAKA - Llançament: 07/03 (com a DBSTF) - Segell: Mainstage Music - Format: Digital                                                              |
| 2016 | Gold - Llançament: 10/06 (com a DBSTF) - Segell: Armada - Format: Digital - nota: amb Dash Berlin featuring. Jake Reese, Waka Flocka & DJ Whoo Kid |
| 2016 | - Llançament: 01/08 (com a DBSTF) - Segell: Maxximize Records - Format: Digital - nota: amb Blasterjaxx featuring. Go Comet!                       |
| 2016 | Everything Changed (Official WiSH Outdoor 2016 Devoted Mix) - Llançament: 17/08 (com a DBSTF) - Segell: Armada Zouk - Format: Digital              |
| 2016 | - Llançament: 17/08 - Segell: Scantraxx Evolutionz - Format: Digital                                                                               |
|      | Temple - Llançament: 29/08 (com a DBSTF) - Segell: Mainstage Music - Format: Digital - nota: Amb Maurice West                                      |
| 2017 | Noise - Llançament: 17/01 (com a DBSTF) - Segell: Spinnin' Records / Maxximize Records - Format: Digital - nota: Amb Dannic                        |
| 2017 | Angels & Demons - Llançament: 26/06 - Segell: Scantraxx Evolutionz - Format: Digital                                                               |
|      | - Llançament: 07/08 - Segell: Scantraxx Evolutionz - Format: Digital                                                                               |
|      | - Llançament: 21/09 - Segell: Scantraxx Evolutionz - Format: Digital                                                                               |
|      | - Llançament: 12/09 - Segell: Scantraxx Evolutionz / Mainstage Music - Format: Digital                                                             |
|      | - Llançament: 23/02 (com a DBSTF) - Segell: Armada - Format: Digital - nota: amb Dash Berlin featuring. Josie Nelson                               |
|      | - Llançament: 23/03 - Segell: Scantraxx Evolutionz - Format: Digital                                                                               |
|      | - Llançament: 30/05 - Segell: Scantraxx Evolutionz - Format: Digital - nota: Amb Frequencerz                                                       |
| 2018 | - Llançament: 22/06 - Segell: Scantraxx Evolutionz - Format: Digital - nota: amb Villain                                                           |
|      | - Llançament: 13/08 - Segell: Scantraxx Evolutionz - Format: Digital                                                                               |
|      | - Llançament: desembre - Segell: Scantraxx Evolutionz - Format: Digital                                                                            |
|      | - Llançament: 20/02 - Segell: Scantraxx Evolutionz - Format: Digital                                                                               |
|      | - Llançament: 03/03 - Segell: Scantraxx Evolutionz - Format: Digital - nota: Amb Sub Zero Project                                                  |
|      | - Llançament: 29/04 - Segell: Scantraxx Evolutionz - Format: Digital - nota: Amb DJ Isaac                                                          |
| 2020 | - Llançament: 30/03 - Segell: Rave Culture - Format: Digital                                                                                       |